# Mötzing
Mötzing är en kommun och ort i Landkreis Regensburg i Regierungsbezirk Oberpfalz i förbundslandet Bayern i Tyskland.
Kommunen ingår i kommunalförbundet Sünching tillsammans med kommunerna Aufhausen, Riekofen och Sünching.